# Just Don't Give a Fuck
Just Don't Give a Fuck è il singolo di debutto del rapper statunitense Eminem, pubblicato come unico estratto dal primo EP The Slim Shady EP e come secondo estratto dal secondo album in studio The Slim Shady LP. 
Il brano è stato registrato nel 1997, venne pubblicato in tutto il mondo il 13 ottobre 1998.

## La canzone
Il brano venne scritto e prodotto dallo stesso Marshall Mathers insieme ai Bass Brothers, e fu la prima canzone che Eminem pubblicò sotto forma di singolo, subito dopo che venne scritturato dalla Aftermath Entertainment, etichetta discografica di Detroit fondata da Dr. Dre.
Just Don't Give a Fuck, come molte altre canzoni di Eminem, contiene al suo interno parolacce, metafore sessuali e riferimenti a droga e violenza. Questo sarebbe stato il classico stile che avrebbe contraddistinto la discografia e la tecnica dell'artista, basata su rime articolate, assonanze, alliterazioni e perfino una certa connotazione comica.
Il singolo, che non ha riscosso un grande successo commerciale, è riuscito comunque a guadagnarsi la quinta posizione della Hot Raps Song di Billboard.